# Miami Open 1997 - Qualificazioni doppio maschile
Le qualificazioni del doppio maschile del Miami Open 1997 sono state un torneo di tennis preliminare per accedere alla fase finale della manifestazione. I vincitori dell'ultimo turno sono entrati di diritto nel tabellone principale. In caso di ritiro di uno o più giocatori aventi diritto a questi sono subentrati i lucky loser, ossia i giocatori che hanno perso nell'ultimo turno ma che avevano una classifica più alta rispetto agli altri partecipanti che avevano comunque perso nel turno finale.
Le qualificazioni del doppio del torneo Lipton Championships 1997 prevedevano 8 coppie partecipanti di cui 2 sono entrate nel tabellone principale.

## Teste di serie
1. Leonardo Lavalle /  Maurice Ruah (primo turno)
2. Gustavo Kuerten /  Fernando Meligeni (ultimo turno)

1. Wayne Black /  Neville Godwin (ultimo turno)
2. Nicola Bruno /  Laurence Tieleman (primo turno)

## Qualificati
1. Bill Behrens  /   Daniel Orsanic

1. Scott Humphries  /   Jeff Salzenstein

## Tabellone

### Legenda
| - Q = Qualificato - WC = Wild card - LL = Lucky loser | - ALT = Alternate - SE = Special Exempt - PR = Protected Ranking | - w/o = Walkover - r = Ritirato - d = Squalificato |

### Sezione 1
|  | Primo turno | Primo turno                    | Primo turno                    | Primo turno | Primo turno |  |  | Ultimo turno | Ultimo turno                | Ultimo turno | Ultimo turno | Ultimo turno |  |
|  |             |                                |                                |             |             |  |  |              |                             |              |              |              |  |
|  |             | Bill Behrens Daniel Orsanic    | Bill Behrens Daniel Orsanic    | 6           | 6           |  |  |              |                             |              |              |              |  |
|  | 1           | Leonardo Lavalle Maurice Ruah  | Leonardo Lavalle Maurice Ruah  | 3           | 4           |  |  |              | Bill Behrens Daniel Orsanic | 6            | 7            | 6            |  |
|  | 3           | Wayne Black Neville Godwin     | Wayne Black Neville Godwin     | 7           | 6           |  |  | 3            | Wayne Black Neville Godwin  | 7            | 6            | 1            |  |
|  |             | Clinton Ferreira Robbie Koenig | Clinton Ferreira Robbie Koenig | 6           | 4           |  |  |              |                             |              |              |              |  |

### Sezione 2
|  | Primo turno | Primo turno                       | Primo turno                       | Primo turno | Primo turno |  |  | Ultimo turno | Ultimo turno                      | Ultimo turno                      | Ultimo turno | Ultimo turno |  |
|  |             |                                   |                                   |             |             |  |  |              |                                   |                                   |              |              |  |
|  | 2           | Gustavo Kuerten Fernando Meligeni | Gustavo Kuerten Fernando Meligeni | 6           | 6           |  |  |              |                                   |                                   |              |              |  |
|  |             | David DiLucia Mark Merklein       | David DiLucia Mark Merklein       | 4           | 1           |  |  | 2            | Gustavo Kuerten Fernando Meligeni | Gustavo Kuerten Fernando Meligeni | 3            | 3            |  |
|  |             | Scott Humphries Jeff Salzenstein  | Scott Humphries Jeff Salzenstein  | 7           | 6           |  |  |              | Scott Humphries Jeff Salzenstein  | Scott Humphries Jeff Salzenstein  | 6            | 6            |  |
|  | 4           | Nicola Bruno Laurence Tieleman    | Nicola Bruno Laurence Tieleman    | 6           | 3           |  |  |              |                                   |                                   |              |              |  |